# Matthew Shepard Act
Il Matthew Shepard Act, ufficialmente Matthew Shepard and James Byrd, Jr. Hate Crimes Prevention Act, è una risoluzione adottata dal Congresso degli Stati Uniti d'America il 22 ottobre 2009, e promulgata in legge dal Presidente Barack Obama il 28 ottobre 2009, come postilla al National Defense Authorization Act (H.R. 2647). Il provvedimento espande l'Hate crimes in the United States del 1969 ai crimini motivati da genere, orientamento sessuale, identità di genere o disabilità, percepita o reale della vittima.
La legge inoltre:
- rimuove il presupposto che la vittima si impegni in un'attività federale protetta, come il voto o andare a scuola;
- conferisce alle autorità federali una maggiore capacità di impegnarsi nella lotta ai crimini d'odio;
- prevede 5 milioni di dollari l'anno in finanziamenti (dal 2010 al 2012) per aiutare le agenzie statali e locali a indagare e perseguire i crimini di odio;
- chiede all'FBI di tenere statistiche sui crimini d'odio contro i transgender. Gli altri gruppi sono già monitorati.[4]

## Origine
La legge prende il nome di due vittime statunitensi di crimini d'odio Matthew Shepard e James Byrd, Jr.. Matthew Shepard, giovane studente simbolo della lotta all'omofobia che fu torturato e ucciso nel 1998 nei pressi di Laramie in Wyoming perché percepito come omosessuale. I suoi assassini non furono incriminati per crimini d'odio perché la legge del Wyoming non prevedeva gli omosessuali tra i gruppi tutelati. James Byrd, Jr., un afro-americano, fu ucciso barbaramente nel 1998 a Jasper in Texas. Come in Wyoming, nemmeno in Texas esistevano apposite leggi per questo tipo di crimini d'odio. Gli assassinii e i processi successivi portarono all'attenzione nazionale e internazionale la necessità di emendare la legge sui crimini d'odio in tutti gli stati a livello federale.

## Contesto generale
Nel 1969 la legge federale contro i crimini d'odio (18 U.S.C., § 245, sez. (b)(2)) ha aggravato le pene per i crimini motivati da razza, colore della pelle o origini nazionali, percepite o reali, ma soltanto alle vittime impegnate in un'attività federali protette, come votare o andare a scuola.
Le sanzioni, sia ai sensi della normativa vigente, il LLEHCPA (Local Law Enforcement Hate Crimes Prevention Act, originariamente chiamato "Local Law Enforcement Enhancement Act") per crimini d'odio con armi sono il carcere fino a 10 anni, mentre per i reati che coinvolgono rapimento, violenza sessuale o omicidio è previsto il carcere a vita.
Secondo le statistiche dell'FBI, degli oltre 113.000 crimini ispirati dall'odio, dal 1991, il 55% sono motivate da pregiudizi razziali, il 17% da pregiudizi religiosi, il 14% pregiudizio per orientamento sessuale, il 14% pregiudizi etnici e l'1% relativo alla disabilità.